# James A. Jensen

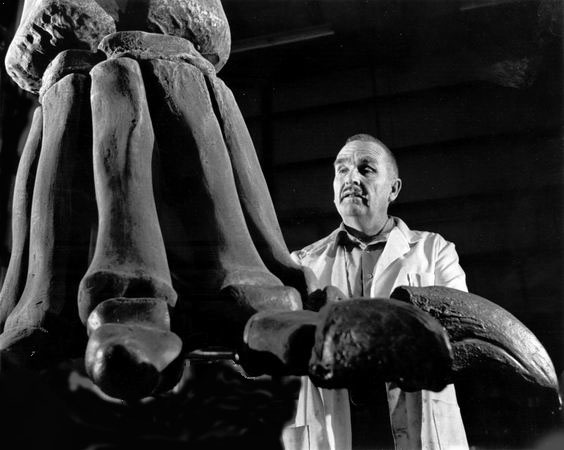
Jensen mit dem Fuß eines Ultrasaurus

James Alvin Jensen (* 2. August 1918 in Leamington, Utah; † 14. Dezember 1998 in Provo, Utah) war ein US-amerikanischer Paläontologe, spezialisiert auf Dinosaurier. Er hatte den Spitznamen Dinosaur Jim.

## Leben
James Jensen, der keinen Highschool-Abschluss hatte, wuchs in der heute verlassenen Goldgräberstadt Mercur in Utah auf und zog mit seiner Frau, die er 1941 heiratete, nach Alaska. Mit Beginn des Zweiten Weltkriegs war er als Schweißer unter anderem am Bau des Hanford-Reaktors beteiligt und beim Wiederaufbau von Pearl Harbor. Danach arbeitete er in den verschiedensten handwerklichen Berufen (auch als Bildhauer) in Utah und Alaska (als Dockarbeiter), wobei er auch als Tierpräparator arbeitete und in Kontakt mit dem Paläontologen Arnie Lewis kam. Ab 1956 war er als Präparator bei Alfred Sherwood Romer und Arnie Lewis im Museum für vergleichende Zoologie der Harvard University angestellt und an Ausgrabungskampagnen von Dinosauriern beteiligt. Dort entwickelte er Ende der 1950er Jahre auch eine Montagetechnik von Dinosaurierskeletten in Museen, die die Stützelemente verbirgt (frei stehende Montage, Stützelemente in den Knochen integriert oder von diesen verborgen) und zu erheblichen Gewichtsreduzierungen führte. Als erstes wurde so ein Kronosaurus-Skelett 1957 montiert. Sie wurde zum Vorbild für die meisten Montagen von Dinosauriern in Museen. Ab 1961 war er an der Brigham Young University in Utah, für die er besonders in der reichhaltigen Dionosaurier-Fundstätte Dry-Mesa Quarry in West-Colorado der Morrison-Formation ausgrub (ab 1972). Um die Funde wurde ab 1976 das BYU Museum of Paleontology gebildet (lange diente das Football-Stadium als Aufbewahrungsort, 2009 wurde es in neuen Ausstellungshallen eröffnet). Jensen organisierte für seine Suche ein Netzwerk von Amateur-Paläontologen. Er grub auch in Argentinien und der Antarktis.
Er erstbeschrieb Cathetosaurus, Supersaurus (Teilfunde auch als Dystylosaurus und Ultrasaurus) und Torvosaurus (mit Peter Galton).
1971 erhielt er einen Ehrendoktor der Brigham Young University.